# Ahmed Mohamed Mahamoud Silanyo
Ahmed Mohamed Mahamoud Silanyo (Burao, 1938 - 15 de noviembre de 2024) fue un político somalí que fue presidente de Somalilandia de 2010 a 2017. Anteriormente sirvió  como Ministro de Comercio de la República de Somalia , y entre otros cargos en el gobierno. Durante la década de 1980, también se desempeñó como presidente del Movimiento Nacional Somalí. 

## Biografía
Ocupó diversos cargos en el gabinete de Somalia, como Ministro de Comercio, entre otros, durante la década de lo 1970. Durante la década de 1980, fue elegido presidente del Movimiento Nacional Somalí. Fue presidente de Somalilandia, una autoproclamada república internacionalmente reconocida como región autónoma en Somalia. Fue elegido en las elecciones de 2010, como candidato de la oposición.